# Sarnen
Sarnen er hovedbyen i kantonen Obwalden i Schweiz. Sarnen har 10.368(2018) indbyggere.